# スペード・ワン
株式会社スペードワン（英名：SPADE 1）は、東京都港区赤坂におけるテレビ番組制作会社である。

## 所属スタッフ
プロデューサー
- 佐藤和之
- 山木忠従
- 中町修章

ディレクター
- 山木忠従
- 前田裕功
- 古谷智史
- 金成伊
- 向坂圭祐
- 阿部紘孝
- 大窪寿弥
- 大美賀利征
- 黒木美和子

アシスタント・プロデューサー
- 小泉奈菜子
- 齋藤樹里
- 水柿美優
- 菅原真由美
- 田中美緒

アシスタント・ディレクター
- 唐川美樹
- 市橋龍神
- 五十嵐拓
- 末井聡
- 大森裕子
- 香川昌美
- 山下あかり

## 担当番組

### 現在
レギュラー番組
- 王様のブランチ（TBS）
- カイモノラボ（TBS）
- 櫻井・有吉THE夜会（TBS）
- ヒューマングルメンタリー オモウマい店（中京テレビ）

単発特番
- 世界の年収４００マン（中京テレビ）
- キスマイ超BUSAIKU！？正月SP（フジテレビ）
- 梅辰どんぶり亭シリーズ（中京テレビ）
- 突撃ほかほかごはん隊!（中京テレビ）
- 松方VS哀川 釣りバカキング（フジテレビ）
- 世界秘境列車の旅（テレビ東京）
- ベストオブザイヤー（フジテレビ）
- 高田純次の値切り交渉の旅（フジテレビ）
- 7つの海を渡ったピラミッド（テレビ東京）
- 突撃スター通販報告（TBS）
- 値切り交渉ショッパーズ

### 過去
レギュラー番組
- 週末のシンデレラ 世界!弾丸トラベラー（日本テレビ）
- 有吉AKB共和国（TBS）
- みんなのアメカン（日本テレビ）
- アシタスイッチ（CBC）
- ひるおび!（TBS）
- おめざめワイド（中京テレビ）
- チャンネル北野eX（フジテレビ721）
- 淳のスター発掘大作戦（中京テレビ）
- たけし・所のWA風がきた!（朝日放送）
- 中京テレビニュースプラス1（中京テレビ）
- あんたにグラッツェ!（中京テレビ）
- オフレコ!（TBS）
- Pooh!（TBS）
- あんグラ☆NOW!（中京テレビ）
- ルートf（中京テレビ）
- 世界バリバリ★バリュー（毎日放送）
- 旅は日帰リッチ（中京テレビ）
- サルヂエ（中京テレビ）
- アンデュ（中京テレビ）
- 旅はパノラマ（中京テレビ）
- 業界クイズ ミニキテ!（中京テレビ）
- ニッポン縦断おかず発見!ルート88（中京テレビ）

単発特番
- ろみひースペシャル（中京テレビ）
- そんなに私が悪いのか!?（テレビ朝日）
- ミッション24（中京テレビ）
- ダウトをさがせ!2007（毎日放送）